# Pascual Díaz Barreto
Pascual Díaz Barreto (en ocasiones referido como Pascual Díaz y Barreto) fue un obispo mexicano que fue, sucesivamente, el VI Obispo de Tabasco de 1922 a 1929 y el trigésimo segundo arzobispo de México de 1929 a 1936. 
Desde esas dos sedes episcopales, Díaz Barreto jugó un papel destacado antes, durante y después del conflicto Iglesia-Estado que desató la, así llamada, Guerra Cristera, las negociaciones para poner fin al conflicto y, finalmente, para dar vida al peculiar arreglo logrado luego del armisticio, el así llamado modus vivendi.

## Primeros años
Nació en Zapopan, Jalisco, el 22 de junio de 1876, en el seno de una familia de indios huicholes. Sus padres fueron José Díaz, músico de la Iglesia, y María Barreto.
En 1887, ingresó al Colegio Apostólico, donde inició sus estudios de música, trasladándose ese mismo año a la ciudad de Guadalajara para ingresar al Seminario Conciliar de dicha diócesis. En 1892, inició sus estudios teológicos.
A los 21 años, recibió la tonsura, y las Órdenes Menores en la Iglesia de San José, el 19 de marzo de 1896; el 17 de septiembre de 1898, fue ordenado presbítero en la iglesia de San José por el obispo de Sinaloa y fue nombrado catedrático en el seminario de Guadalajara.
En el seminario de Guadalajara, impartió cátedra de Latín, Griego, Historia Universal y Literatura, y más tarde, en 1903, también de Filosofía. Recibió el nombramiento de Secretario Particular del Obispo de Jalisco, el doctor José de Jesús Ortiz.

## Paso por la Compañía de Jesús
Debido al destacado papel de los jesuitas en México y a escala global en el renacimiento de la fe promovido por las encíclicas, así llamadas, sociales de León XIII y el efecto que este amplio movimiento tuvo en la generación de Díaz Barreto, este, tomó la decisión de unirse, siendo ya presbítero, a la Compañía de Jesús, en la cual, el joven sacerdote hizo sus primeros votos el 9 de octubre de 1905.
Vivió en España y Bélgica durante los años siguientes para perfeccionar sus conocimientos de filosofía. En Bélgica aprendió a hablar francés a la perfección y consiguió un doctorado.
A su regreso de Europa, Don Pascual impartió la cátedra de Filosofía en Tepoztlán y en el Colegio de Mascarones.
Después del triunfo del ejército constitucionalista, Don Pascual tuvo que ocultarse y se vio obligado a cambiar su nombre por el de Luis Barreto. Pero en 1916, cuando las cosas se habían apaciguado, fue nombrado superior de la residencia de la Sagrada Familia

## Obispo de Tabasco
El 10 de diciembre de 1922, mientras Díaz Barreto se encontraba en Monterrey, fue notificado que había sido designado para suceder al Señor Don Antonio Hernández y Rodríguez, Obispo de Tabasco, que había renunciado por enfermedad, a esta diócesis.
Fue ordenado solemnemente Obispo de Tabasco el viernes 2 de febrero de 1923 en la Basílica de Guadalupe. Cantando su primera misa como Obispo de Tabasco el 11 de febrero de 1923, en la parroquia de San Cosme.
Llegó a Villahermosa el miércoles 28 de febrero de 1923 a bordo del Vapor "Sánchez Mármol",  y tomó posesión inmediatamente de su Diócesis, entregándosela los canónigos Guerrero y Conde.
Su obra en Tabasco fue más bien la de un misionero, con las dificultades que planteó su llegada a la sede episcopal del estado, enfrentando un legado de olvido de la propia Iglesia en Tabasco, luego del término de la revolución, de la persecución religiosa y del paso del anticlerical Francisco J. Mújica por la gubernatura del estado, y enfrentando una férrea persecución por parte del entonces gobernador Tomás Garrido Canabal, quien llegó incluso a expulsarlo del estado.
El 10 de mayo de 1924 fue expulsado por Garrido Canabal, por lo que se fue hacia Frontera para allí abordar un barco platanero rumbo a Galveston, Texas, siguiendo por ferrocarril hasta la Ciudad de México, donde asistió al "Congreso Eucarístico" en octubre de 1924.

### El Garridísmo
Tomás Garrido Canabal llegó a la gubernatura de Tabasco en 1923 y desde entonces se propuso erradicar el culto religioso en el estado, para tal fin, puso en marcha su campaña antirreligiosa por medio de la cual destruyó templos, quemó imágenes, desterró sacerdotes y prohibió toda manifestación religiosa en la entidad, e incluso dentro de los domicilios. Prácticamente Garrido erradicó la religión en Tabasco. En 1926 Garrido cerró y derribó los templos católicos en el estado, algunos fueron convertidos en escuelas y otros en cuarteles militares.

## El conflicto Iglesia-Estado

### Orígenes
En 1926, el presidente Plutarco Elías Calles, general revolucionario, promovió la reglamentación del artículo 130 de la Constitución a fin de ejercer los severos controles que la Constitución de 1917 estableció como parte del modelo de sujeción de las iglesias al Estado aprobado por los constituyentes.
La ley reglamentaria del 130 constitucional facultaba, a los gobernadores de los estados de la República a imponer cuotas y requisitos especiales a los "ministros del culto". Tal fue el caso de los gobernadores más radicales, como Tomás Garrido Canabal en Tabasco quien decretó normas que iban incluso más lejos, pues obligaban a los "ministros del culto" a casarse para poder oficiar, mientras que en estados como Chihuahua se pretendió forzar a la Iglesia católica a operar con un número mínimo de presbíteros, mientras que en Tamaulipas se prohibió oficiar a los sacerdotes extranjeros.

### Fisuras en la Iglesia
Sin embargo, para ese entonces existía una profunda división en el seno de Iglesia en México. La fractura afectaba desde la cúpula episcopal hasta los laicos. Entre los obispos, la mayoría estaba a favor de un acuerdo con el gobierno, pero había tres, muy combativos, opuestos al acuerdo. El más decidido de los obispos en contra del acuerdo fue monseñor Leopoldo Lara y Torres, obispo de Tacámbaro en Michoacán. En el otro extremo, presionando para que se lograra un acuerdo con el gobierno, se encontraban los obispos de la Ciudad de México José Mora y del Río y de Tabasco, Pascual Díaz Barreto

### Participación de Díaz Barreto en el conflicto
Ante esta situación, el todavía Obispo de Tabasco Pascual Díaz Barreto, fue designado Secretario del Comité Episcopal y nombrado por la Santa Sede "intermediario oficial" para solucionar el conflicto Iglesia-Estado, a pesar de provenir de una diócesis pequeña, marginada y muy golpeada por los excesos de los gobiernos federal y estatal en la aplicación de las leyes en materia de relaciones Estado-Iglesia. Junto con el delegado apostólico Señor Leopoldo Ruiz y Flores, se entrevistaron con el presidente, Lic. Emilio Portes Gil, para llegar a un acuerdo el 21 de junio de 1929 sobre la cuestión religiosa.
Tan luego como terminaron la última entrevista con el presidente, se dirigieron a la Basílica de Guadalupe donde oraron y allí le fue entregado al Señor Obispo de Tabasco, su nombramiento como Arzobispo de México.

### Los acuerdos
Dentro de su intervención como "intermediario oficial" ante el conflicto, Iglesia-Estado, Díaz Barreto logró que el gobierno mexicano no aplicara la legislación en materia de cultos, a que moderara las reformas en materia educativa (la así llamada "educación socialista" era un lejano recuerdo ya para finales de la década de los cuarenta), pero sobre todo a centralizar, una vez más en la figura del presidente, el manejo de la relación con la Iglesia, con lo que se evitaban nuevos episodios de radicalización a cargo de gobernadores como sucedió en Tabasco con Tomás Garrido Canabal.
La Iglesia por su parte, se comprometía a que los obispos del país no se pronunciarían en materias de política nacional, dejando cualquier opinión en manos del arzobispo de México. No sólo eso, México fue uno de los pocos países del mundo en el que el delegado apostólico fue un obispo del propio país. Esto fue así en el periodo 1927-1951. Durante este tiempo, la representación de la Santa Sede en México fue ejercida sucesivamente por los arzobispos Pascual Díaz Barreto (de la Ciudad de México de 1929 a 1936), Leopoldo Ruiz y Flores (de Morelia de 1936 a 1941) y Luis María Martínez (de la Ciudad de México de 1941 a 1951). Poniendo fin así, a la llamada Guerra Cristera y a la persecución religiosa.

## Arzobispo de México
El Delegado Apostólico le otorgó solemnemente el "Palio" el 17 de septiembre de 1929, en la Basílica de Guadalupe, y sustituyó a José Mora y del Río.

### El modus vivendi
De esta forma, se constituyó en México lo que distintos analistas de las relaciones Estado-Iglesia han calificado como un modus vivendi, un "modo de vivir" entre las autoridades civiles que optaban por no aplicar las leyes y las autoridades religiosas que decidieron no disputar de manera pública las condiciones que les habían sido impuestas.

## Fallecimiento
Después de varios días de sufrimiento y largos martirios, falleció el VI Obispo de Tabasco y Arzobispo de México, el doctor don Pascual Díaz Barreto, el 19 de mayo de 1936, a las 22:20 horas. Su cadáver fue embalsamado y trasladado a la Catedral de México para ser expuesto al público. Sus restos reposan en la cripta de los arzobispos de la Catedral Metropolitana de la Ciudad de México.[cita requerida]